# Salto w tył
Salto w tył (ang. backflip, bflip) – jedno z ćwiczeń akrobatycznych. Występuje też w sportach takich jak: capoeira oraz Martial Arts Tricks.
Salto w tył w fachowej terminologii akrobatycznej to „przerzut lotny w tył”. Polega on na tym, iż stojąc wybijamy się obunóż do góry, wykonując jednocześnie zamach rękami. Następnie następuje zwinięcie się w „kulkę” poprzez podciągnięcie nóg do klatki piersiowej, oraz złapanie się rękami za uda/łydki, co nadaje rotacji do tyłu. Po wykonaniu 3/4 obrotu wokół siebie rozkładamy się i lądujemy na lekko ugiętych nogach.
Są trzy sposoby wykonywania salta w tył:
1. Dynamiczny, dwuskokowy - polega on na uprzednim lekkim podskoku, amortyzacji mięśni i silnym wymachem rękoma przed skokiem głównym, obracamy się wtedy szybciej i dynamiczniej; tego sposobu nauczają w akrobatyce i capoeirze;
2. Jednoskokowy („na Małysza”) - polega na kucnięciu i wybiciu się bez uprzedniej dynamiki, jest on mniej dynamiczny, powoduje mniejszą rotację, lecz w niektórych przypadkach wygląda efektowniej od pierwszego sposobu;
3. Salto w tył można robić też po roundoffie (rundaku). Przy tym ma się największą prędkość i dynamikę.

Odmianą salta w tył jest layout - salto do tyłu z wyprostowanymi nogami.
Salto w tył można również wykonywać z wysokości - rotacja jest wtedy wolniejsza i nie trzeba się tak bardzo zwijać w „kulkę”. Należy się wtedy również wybić nieco do tyłu, aby nie uderzyć w miejsce, z którego się wybijamy.
Osobną dziedziną dla tej ewolucji są sporty ekstremalne i wykonywanie na różnych przyrządach sportowych: BMX, rolki, deskorolka, MTB, snowboard lub narty. W powyższych przypadkach wykonywanie salta wiąże się z użyciem dodatkowych ramp lub najazdów.